# Volkswagen do Brasil

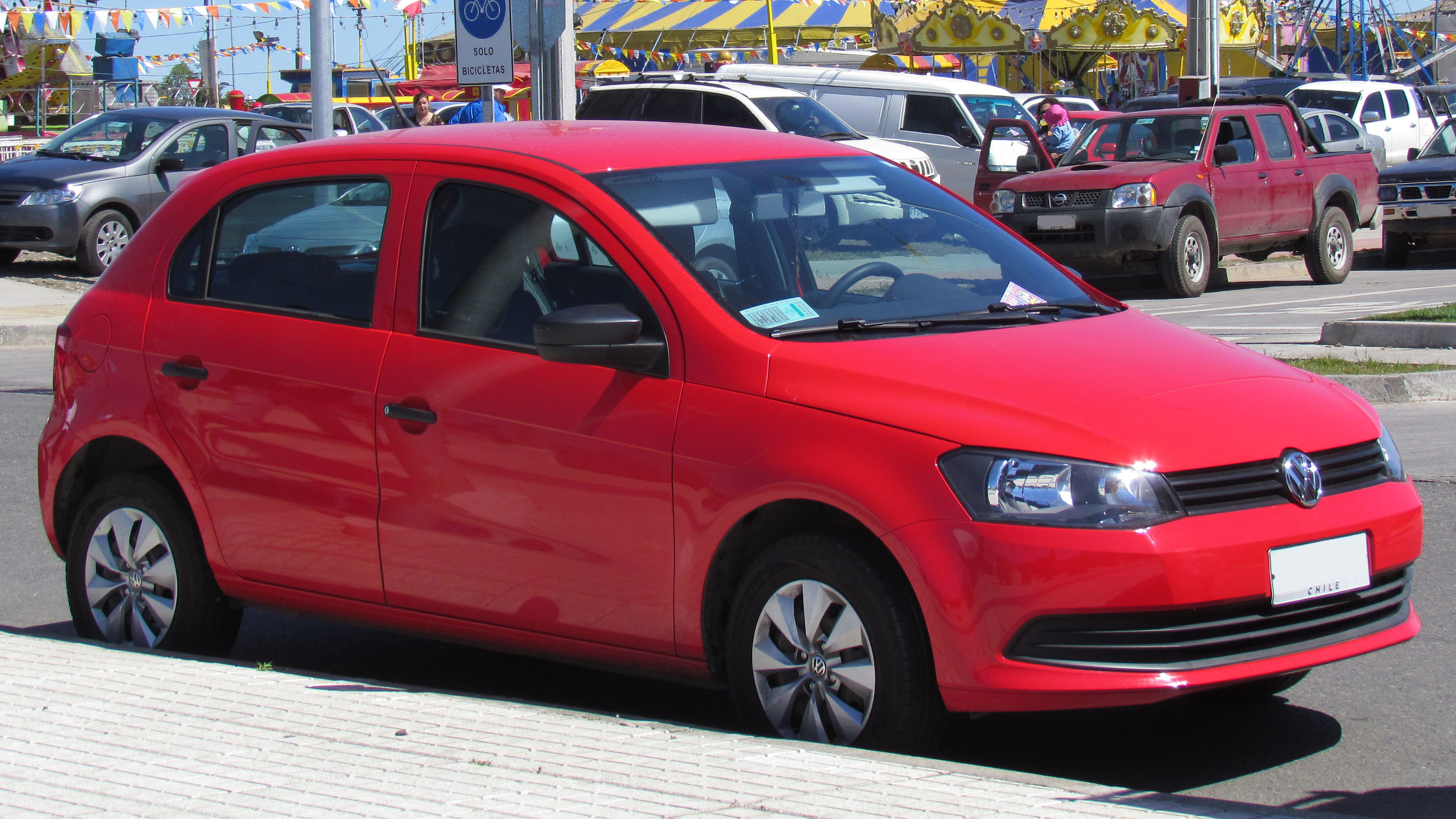
Lange Zeit der Bestseller: VW Gol

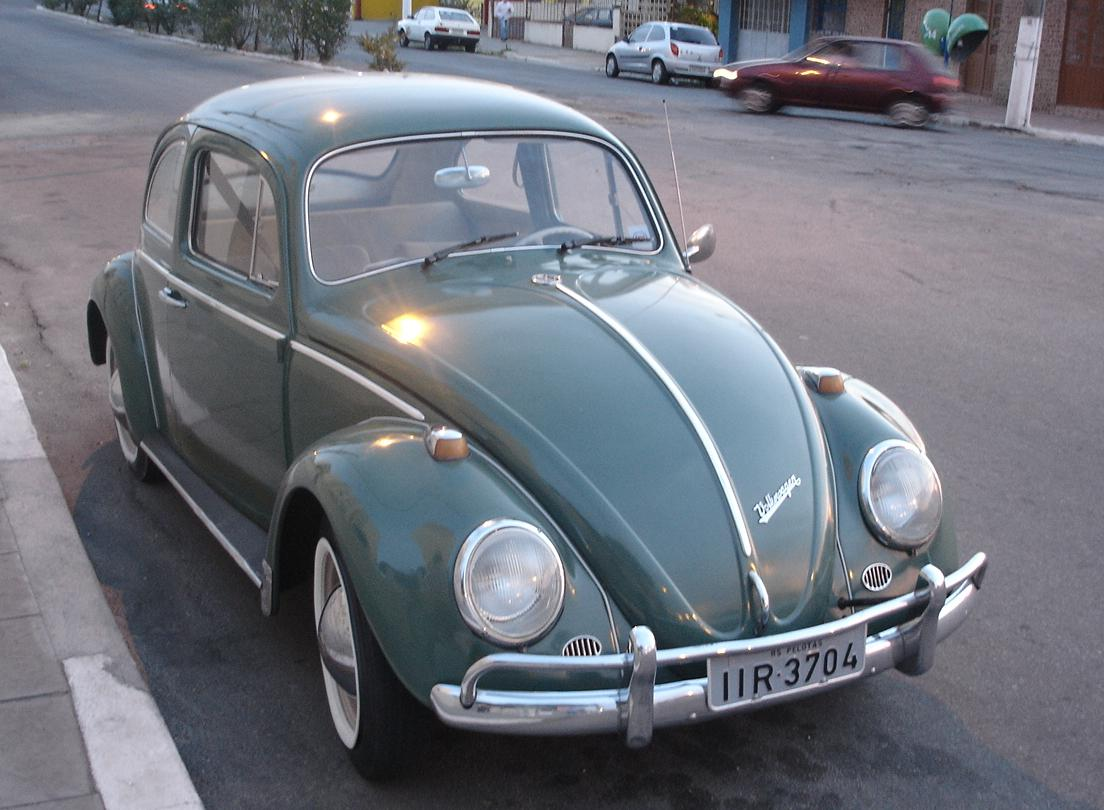
Der Fusca. Genau wie in vielen anderen Ländern motorisierte er Brasilien und war viele Jahre lang das wichtigste Volkswagen-Modell in diesem Land.

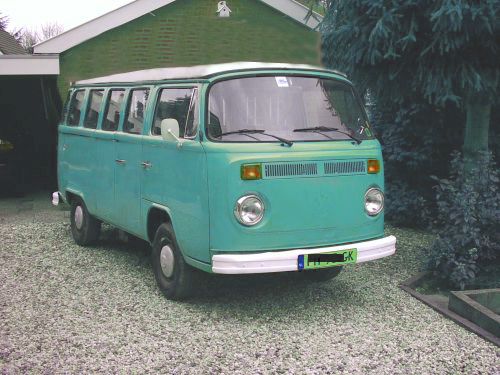
Der brasilianische VW-Bus war viele Jahre lang eine Mischung aus dem T1 und dem T2.

Volkswagen do Brasil Indústria de Veículos Automotores Ltda. ist eine Tochtergesellschaft des Volkswagen-Konzerns, die 1953 in Brasilien gegründet wurde. Nach Deutschland und der Volksrepublik China gehört Brasilien zu den wichtigsten Produktionsstätten des Unternehmens und versorgt den größten Teil des süd- und lateinamerikanischen Absatzmarktes.
Die Ursprünge gehen auf das Jahr 1950 zurück, als Heinrich Nordhoff, damaliger Generaldirektor von Volkswagen, den Plan verfolgte, die Aktivitäten des Konzerns auf andere Länder auszudehnen. Diese Ausbreitung hatte zum Ziel, auch auf anderen Kontinenten mit den Modellen der Konkurrenz mithalten zu können.
Im Laufe der Zeit profilierte sich Volkswagen do Brasil mit Modellen und Varianten eigener Entwicklung, die auf verschiedene Märkte in Südamerika und Afrika zurechtgeschnitten worden waren und dort die europäischen Modelle ersetzen oder ergänzen. Derzeit befindet sich Volkswagen auf Platz zwei der Automobilverkäufe in Brasilien, direkt hinter Fiat.
Volkswagen do Brasil fungierte auch als „verlängerte Werkbank“ für den Volkswagen-Konzern und ist die Produktionsstätte des VW Fox, der von dort aus auf alle Märkte weltweit exportiert wurde. Zu den bekanntesten und absatzstärksten Modellen der Volkswagen do Brasil gehören unter anderem der VW Golf IV, der Gol NF und der Voyage NF.

## Geschichte von Volkswagen in Brasilien
(Quellen:)

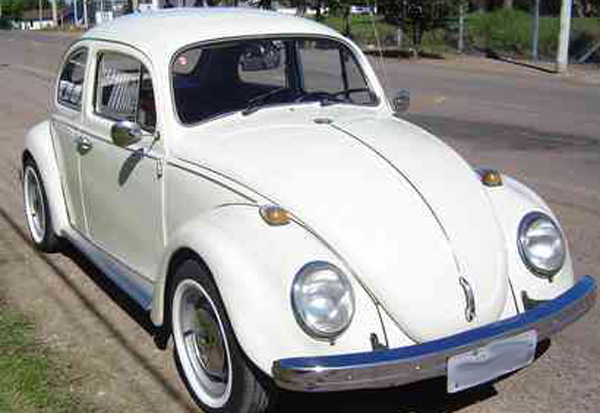
Fuscão mit 1,5-l-Motor

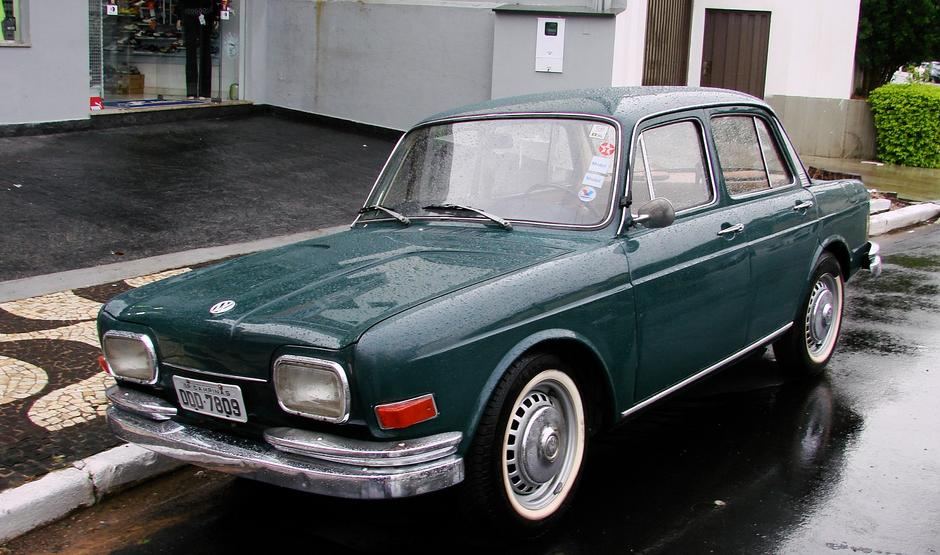
VW 1600 „Zé do Caixão“

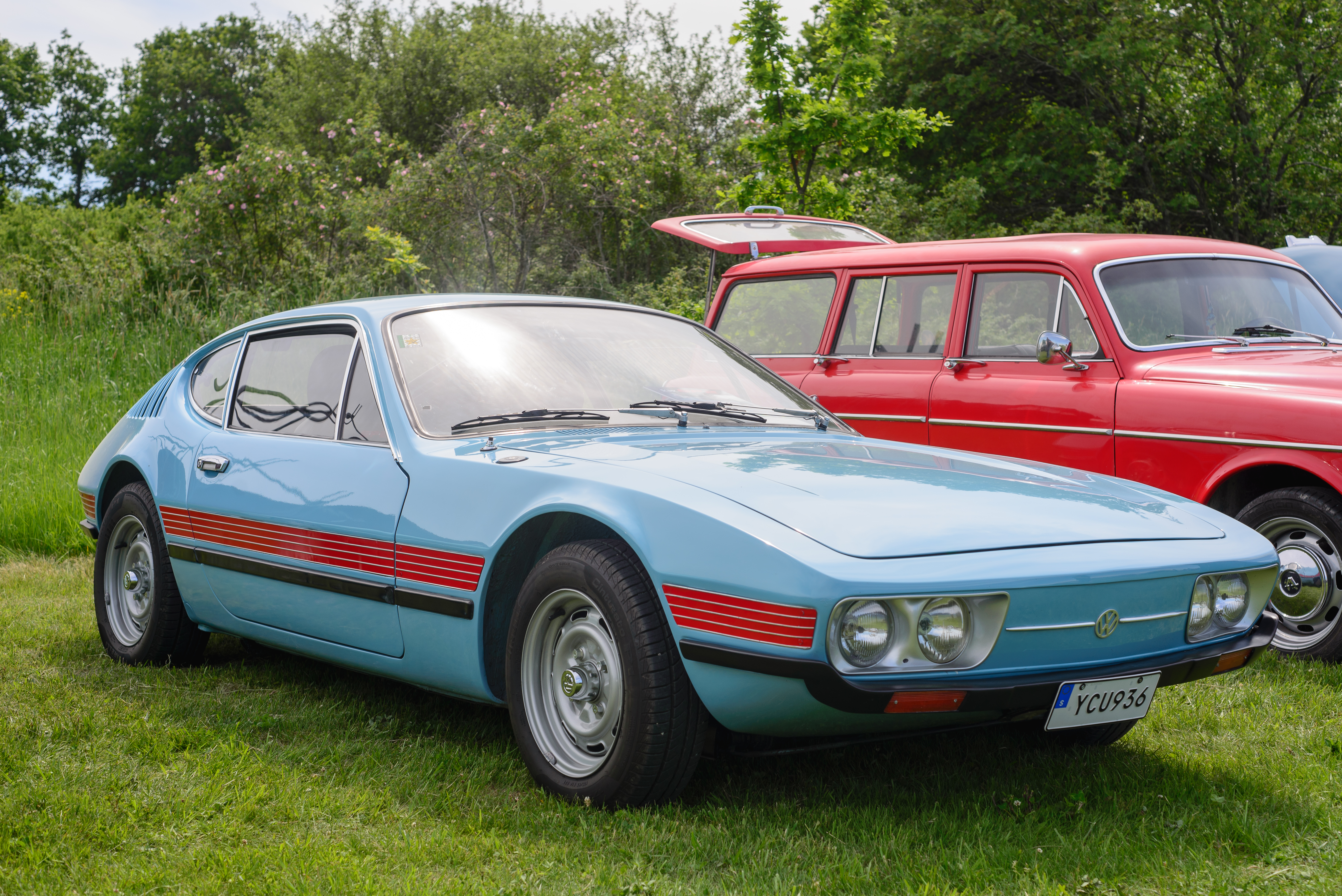
Der Volkswagen SP 2, heute ein seltenes Sammlerstück

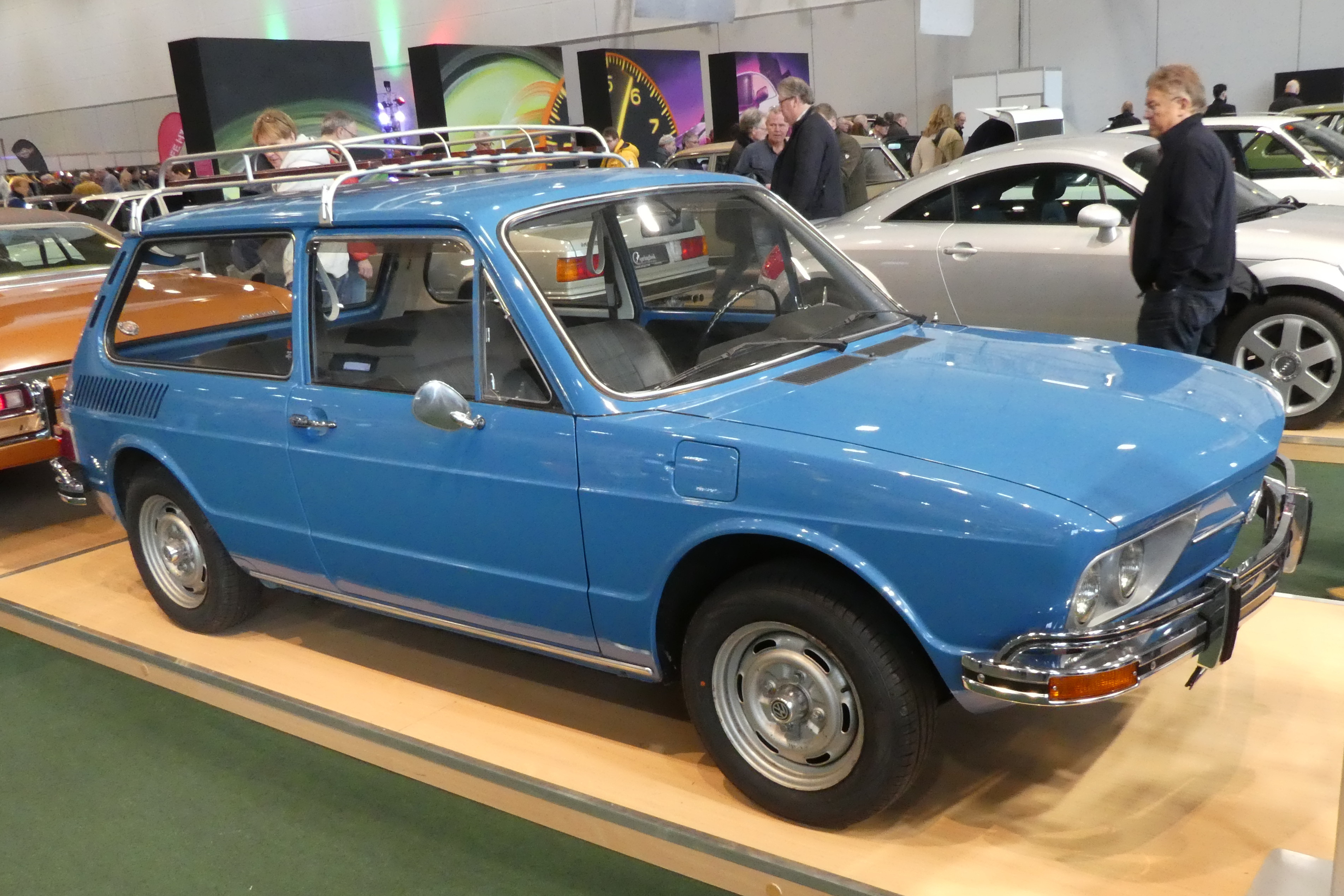
VW Brasília, eines der bekanntesten Modelle von Volkswagen do Brasil in den 1970er-Jahren

- 1953: Am 23. März beginnt die Montage des VW Käfer 1200 und des VW-Bus 1200 aus deutschen CKD-Bausätzen in Brasilien durch die Companhia Distribuidora Geral Brasmotor (heute bekannt als Multibrás) in einer Fabrik im Vorort Ipiranga in São Paulo. Einige Monate später hat Friedrich Wilhelm Schultz-Wenk die Idee einer Volkswagen-Filiale in Brasilien und überzeugt Nordhoff, die Geschäfte seines Konzerns dahingehend auszuweiten. So wurde Volkswagen einer der Autopioniere in Brasilien.
- 1956: Am 16. Juni wird der Grundstein zum VW-Werk in São Bernardo do Campo gelegt.
- 1957: Präsentation des Kombis (VW-Busses), des ersten Volkswagens, der in Brasilien mit einem großen Anteil heimischer Zulieferteile gefertigt wird.
- 1959: Vorstellung des Sedan 1200 (VW Käfer) mit einem Anteil von 95 % an in Brasilien gefertigten Teilen.
- 1962: Vorstellung des Karmann Ghia 1300.
- 1967: Der Sedan erhält einen 1,3-l-Motor, der Kombi einen mit 1,5 l Hubraum.
- 1968: Nach dem Beispiel von VW Deutschland stellt Volkswagen do Brasil in diesem Jahr den Volkswagen 1600, auf dem Salão do Automóvel de São Paulo vor. Er hat die breitere Bodenplattform vom Karmann Ghia, den vom Käfer stammenden Motor mit dem hohen Gebläsekasten der Kühlung sowie vier Türen und eine etwas eckige Karosserie. Das verschafft ihm den Spitznamen Zé do Caixão („Hansi aus dem Sarg“) in Anlehnung an José Mojica Marins, einem bekannten Filmemacher des Cine de Terror. Er hat eine höhere Kurvenstabilität und bringt es auf eine Höchstgeschwindigkeit von 135 km/h. Ein großer Renner ist er nicht: weniger als 24.500 Wagen werden gekauft, die meisten von Taxifahrern.
- 1969: Vorstellung des Volkswagen 1600 Variant, des ersten Modells mit Flachmotor.
- 1970: Beginn des Exports (Variant, auf verschiedene Märkte). Vorstellung des Karmann Ghia TC 1600 mit Flachmotor und großer Heckklappe, des Käfer 1500 (in Brasilien Fuscão genannt) und des Volkswagen 1600 TL (Fließhecklimousine, zwei Türen).
- 1971: Die Produktion der Stufenhecklimousine wird mangels Erfolg eingestellt, der 1600 TL ist auf Wunsch auch mit vier Türen lieferbar. TL und Variant bekommen ein neues Frontdesign aus VWs brasilianischer Designabteilung. Dieses wurde auch, entsprechend angepasst, für den Brasília und den SP-2 sowie in Deutschland für den VW 412 übernommenen.
- 1972: Vorstellung des SP1/SP2, der in Brasilien entwickelt wurde, auf der Plattform vom Karmann Ghia, Flachmotor.
- 1973: Vorstellung des Brasília, Plattform vom Karmann Ghia, Käfermotor.
- 1974: Vorstellung des Passat.
- 1975: Vorstellung des Kombi mit 1,6-l-Motor und veränderter, an den T2 angepasster Front für internationale Märkte.
- 1977: Vorstellung des Variant II. Fertigungsbeginn der Alkoholmotoren für die Modelle Sedan 1300, Passat und Brasília.
- 1979: Gründung von Volkswagen Caminhões Ltda. (Lastwagenbau) und Vorstellung des Gol 1300. Es ist das erste Auto der BX-Serie, noch mit luftgekühltem Motor unter der Fronthaube, der auf dem des Käfers basiert. Der Name ist die brasilianische Variante der englischen Bezeichnung für einen Treffer (goal) beim Fußball.
- 1981: Beginn der Fertigung von Lastwagen mit 11 und 13 to. Vorstellung des Voyage 1500 (Limousinenvariante des Gol) und des Kombi mit 1,6-l-Dieselmotor und Wasserkühlung.
- 1982: Der neue Voyage wird zum „Auto des Jahres“ gewählt. Vorstellung der Modelle Parati (Kombivariante des Gol) und Saveiro (Pick-up-Variante des Gol) im September. Exportbeginn für Motoren in die USA; auch 1 Million Getriebe werden exportiert.
- 1983: Volkswagen ersetzt offiziell die Modellbezeichnung Sedan des Käfers durch den längst in der Bevölkerung etablierten Namen Fusca.
- 1984: Vorstellung des Santana, gefertigt auf einer Roboterlinie. Die BX-Modelle werden mit dem wassergekühlten 1,6-l-Motor aus dem VW Passat geliefert.
- 1985: Vorstellung des Quantum (Kombivariante des Santana, in Europa Passat Variant).
- 1986: Einstellung der Produktion des Fusca (VW Käfer) in Brasilien.
- 1987: Gründung der Autolatina zusammen mit Ford do Brasil.
- 1989: Vorstellung der Modelle Parati GLS und Parati Plus 1.8, Vorstellung neuer Lastwagenmodelle. Produktionsbeginn des Gol GTI, dem ersten brasilianischen Auto mit Benzineinspritzung. Der Santana 2000 wird zum „Auto des Jahres“ gewählt.
- 1990: Vorstellung des Apollo, der vom Ford Escort abgeleitet ist. Vorstellung des 4-türigen Voyage und dreier neuer Lastwagenmodelle. Für den Santana und den Quantum gibt es den neuen Motor AP-2000 der dritten Generation.
- 1991: Vorstellung des neuen Santana, des Apollo VIP und des Gol 1992 mit überarbeitetem Innenraum. Beginn der Fertigung von Automobilen mit Katalysator und ABS (Volkswagen war der erste brasilianische Hersteller, der diese Ausstattungsdetails bot).
- 1993: Vorstellung der Modelle Logus, Pointer (vom Ford Escort abgeleitet), Gol Popular und der Linie Volksbus. Sondermodelle: Voyage Sport, Santana Sport und Saveiro Sunset. Wiedervorstellung des Fusca auf Betreiben von Präsident Itamar Franco (Fusca Itamar).
- 1994: Vorstellung der Modelle Golf, Passat und Passat Variant (Importfahrzeuge). Neue Lastwagenmodelle Volkswagen 7-100 und 8-140. Fahrgestell für den Kleinbus Volkswagen 8-140 CO/CE. Neuer Gol.
- 1995: Vorstellung des Seat Cordoba und des Seat Ibiza (Importfahrzeuge). Neuer Gol GTI 16V und neuer Parati. Sondermodelle: Gol Rolling Stones und Logus Wolfsburg Edition. Auflösung der Autolatina.
- 1996: Definitive Produktionseinstellung des Fusca in Brasilien. Seit seiner Wiedereinführung 1993 wurden 42.000 Stück hergestellt.
- 1997: Vorstellung des Polo Classic (aus Argentinien), des Seat Cordoba und des Seat Ibiza (aus Spanien) sowie des Golf VR6 (aus Mexiko). Gol und Parati werden erstmals als Viertürer angeboten. Aus steuerlichen Gründen kommen Gol und Parati mit 1,0-l-16V-Motor heraus. Der neue Saveiro und das Sondermodell Parati Club werden vorgestellt. Der Export des Gol nach Mexiko beginnt. Der Kombi wird überarbeitet, behält aber die Karosserie des T2, wenn auch mit größeren seitlichen Lufteinlässen und geänderter Schiebetür.
- 1998: Vorstellung der neuen Generationen von Passat, Passat Variant und Golf. Der Euro Van und der Caravelle (T4) werden eingeführt. Vorstellung der neuen Generationen von Santana und Quantum. Der Export der Modelle Gol (vier Türen), Parati und Saveiro nach Mexiko beginnt.
- 1999: Die neue Lastwagenlinie Transformer wird eingeführt. Gol und Parati werden überarbeitet. Vorstellung des Golf (jetzt in Brasilien gefertigt). Der New Beetle wird aus Mexiko eingeführt und der Verkauf über Internet beginnt.

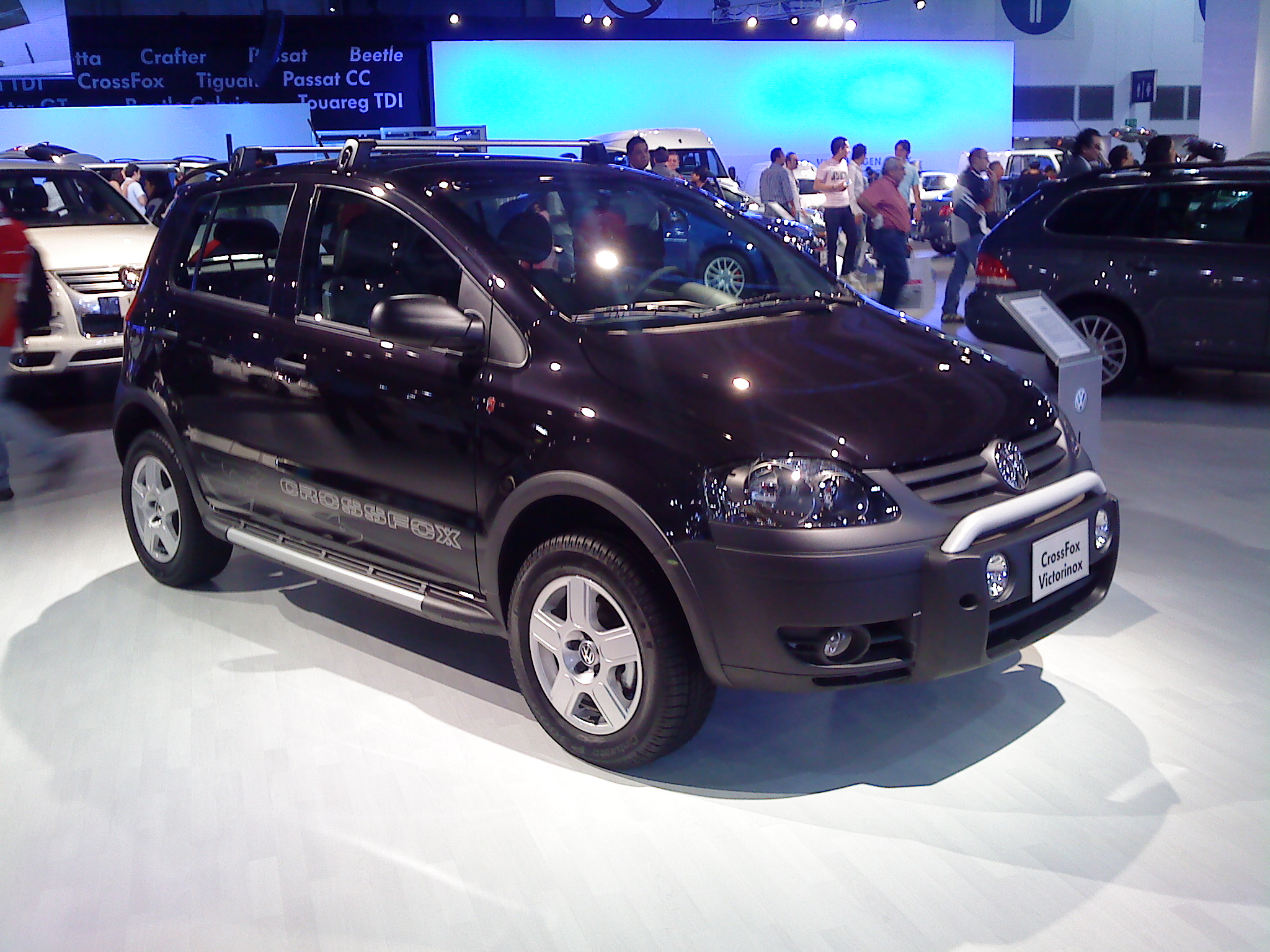
Der CrossFox ist ein in Brasilien konstruiertes Modell, das sich einem Hang zum SUV folgend in vielen Ländern gut verkauft. Hier zu sehen als Sondermodell CrossFox Victorinox für Mexiko.

- 2000: Vorstellung der neuen Lastwagenlinie Serie 2000. Beginn des Exports des Golf nach Mexiko, in die USA und Kanada. Überarbeitung des Saveiro. Vorstellung der Modelle Gol und Parati mit 1,0-l-16V-Turbo-Motor. Der Export des Gol nach Ägypten beginnt ebenso wie der Export des Bora nach Mexiko.
- 2001: Vorstellung des Gol Série Ouro, des Gol Highway, des Parati Tour und des Lastwagens Titan (6x2 und 6x4).
- 2002: Einweihung des Werkes Nova Anchieta zur Fertigung des Polo. Vorstellung der Sondermodelle Gol Sport, Saveiro City, Parati Crossover und Golf Trip. Der Polo Sedán wird vorgestellt.
- 2003: Vorstellung des Passat Protect. Neuordnung der Gol-Versionen. Vorstellung der Modelle Gol Special (vier Türen) und Saveiro Supersurf. Sondermodell Gol Highway II. Der Golf VR6 wird vorgestellt. Zur Feier des 50-jährigen Bestehens von Volkswagen do Brasil wird der Gol Total Flex herausgebracht. Es ist das erste brasilianische Auto, das mit einer beliebigen Mischung aus Benzin und Alkohol betrieben werden kann.
- 2004: Vorstellung der neuen Modelle Parati Total Flex und Saveiro Total Flex. Vorstellung der Modelle Polo Sportline 1.6 und Polo Sedán Highline.

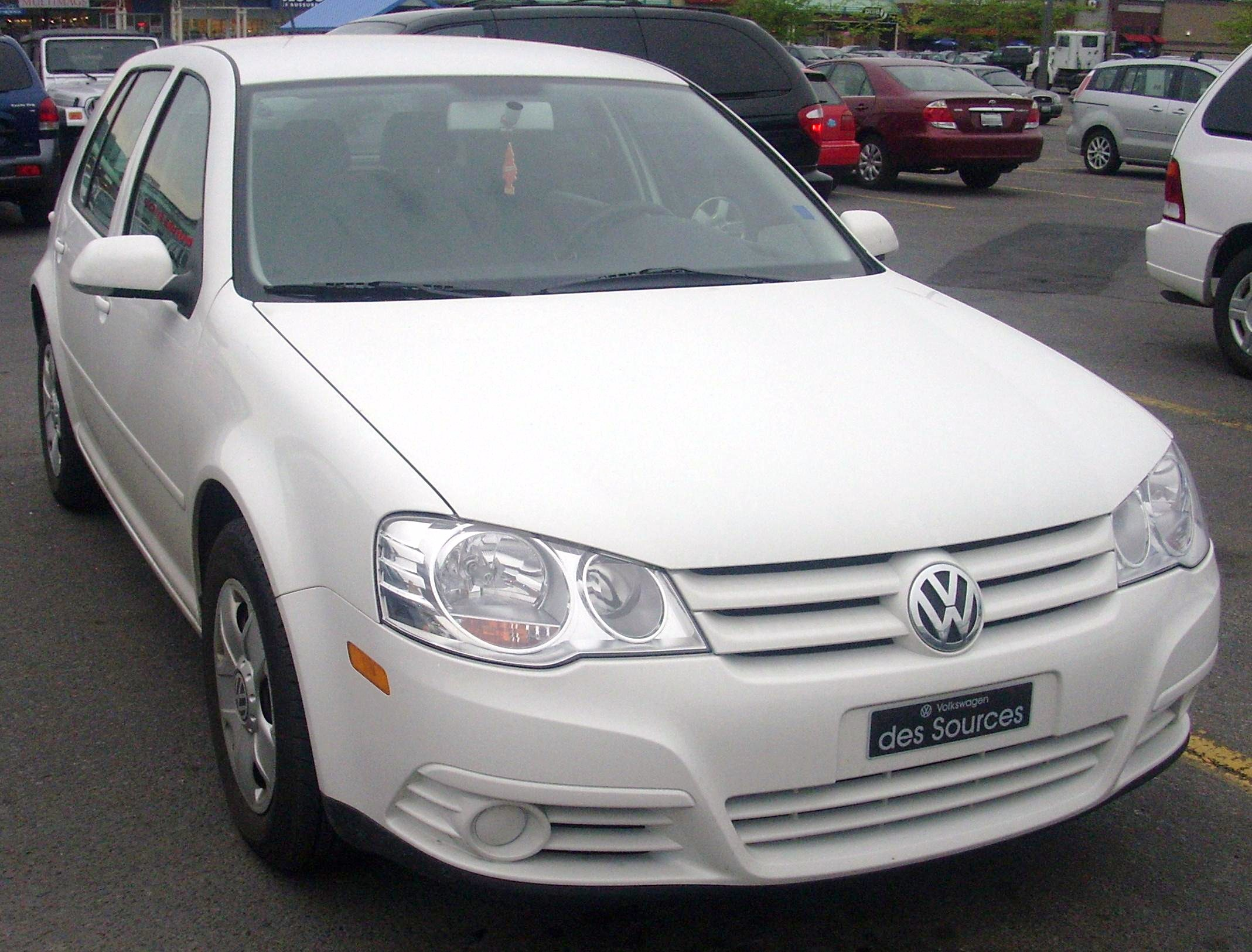
Der Golf der vierten Generation in brasilianischer Ausführung. Im Bild: der City Golf für Kanada.

- 2005: Vorstellung des Fox, der für Brasilien nur mit Total-Flex-Motoren erhältlich ist. Der Polo wird in drei Ausführungen angeboten: Basis, Comfortline und Sportline mit 1,6-l-Motor. Den Polo Sedan gibt es als Basismodell und Comfortline. Sondermodell Golf Sport 1.8 Turbo.
- 2006: Vorstellung der neuen Modelle von Gol, Parati und Saveiro. Überarbeitete Versionen von Fox, Polo, Polo Sedán und Santana. Die drei im Gol verfügbaren Motoren haben alle die Total-Flex-Technologie. Vorstellung des CrossFox 1,6-l-Total-Flex. Den Golf gibt es in acht Versionen (1.6, 1.6 Generation, 2.0, 2.0 Automático, 2.0 Comfortline, 2.0 Comfortline Automático, GTI und GTI Tiptronic). Beim Kombi löst ein 1,4-l-Motor mit Wasserkühlung den alten, luftgekühlten 1,6-l-Boxer ab.
- 2007: Es kommen in den Verkauf: Polo in den Versionen 1.6 Total Flex und 1.6 Sportline, Polo Sedán in den Versionen Total Flex, Comfortline 1.6 Total Flex und 1.6 Sportline, der Polo GTI, der Fox Sportline 1.0 und 1.6, beide Total Flex. Im April wird der SpaceFox (aus Argentinien) vorgestellt.
- 2008: Im Juli wird der neue Gol NF vorgestellt. Im November erscheint der neue Voyage NF. Im gleichen Monat beginnt der Export der beiden neuen Modelle in verschiedene Länder Lateinamerikas.

## Produktionsstätten
VW do Brasil betrieb 2017 vier Fertigungsstätten in Brasilien. Das Werk Resende wurde nach der Übernahme von Volkswagen Caminhões e Ônibus durch MAN Truck & Bus an diese Sparte abgegeben.

### Anchieta – São Bernardo do Campo
Das Werk liegt in dem Vorort São Bernardo do Campo von São Paulo. Dort werden die Modelle Gol, der Fox für den Export, der Saveiro (Pick-up auf Basis des Gol) und der Jetta gebaut. Die Fertigungskapazität liegt bei 1300 Autos pro Tag. Folgende Produktionsschritte werden durchgeführt: Stanzen, Karosseriemontage, Lackierung, Endmontage, Motorenbau und Getriebebau. Darüber hinaus gibt es ein Zentrum für die Planung und Entwicklung von Neuprodukten. Ca. 16.000 Arbeiter und Angestellte sind dort beschäftigt.

### São Carlos
In der Fabrik in der Mittelstadt São Carlos im Bundesstaat São Paulo werden 16 verschiedene Motoren für den Betrieb mit Benzin, Ethanol oder Diesel gebaut, die in vielen KFZ in Brasilien, aber auch Spanien und Südafrika eingesetzt werden. Ca. 500 Mitarbeiter sind dort angestellt. Diese Fabrik war die erste Fertigungsstätte außerhalb Europas, die 1997 ein Umweltzertifikat nach ISO 14007 erhielt. Das Werk wurde am 12. Oktober 1996 eröffnet.

### Taubaté
Das Werk in Taubaté liegt ebenfalls im Bundesstaat São Paulo. Dort werden der Gol, Voyage, up! und früher auch der Parati (die Kombivariante des Gol) mit einer Kapazität von 1000 Autos pro Tag gefertigt. 2013/14 waren in diesem Werk rund 4000 Menschen angestellt. 
Dort lief offiziell am 14. Januar 1976 das erste Auto vom Fließband.

### São José dos Pinhais

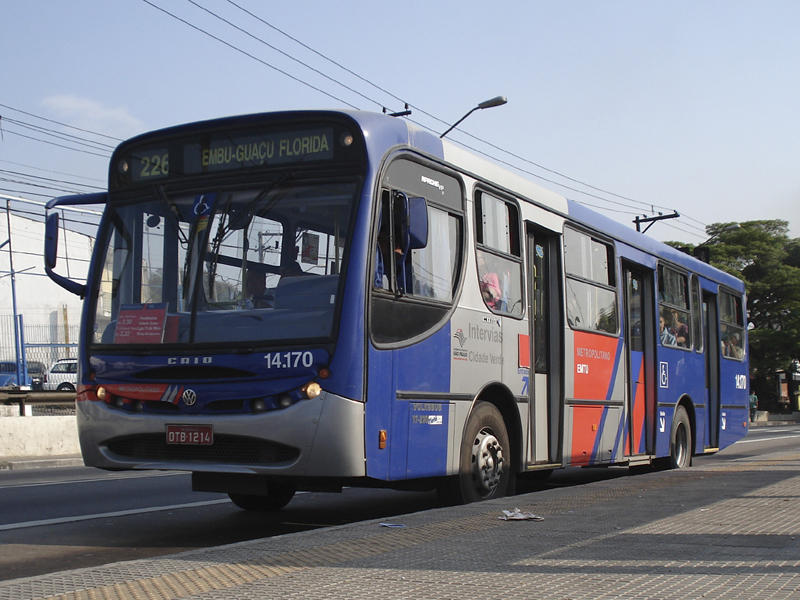
Volksbus 14-170

Das zusammen mit Audi do Brasil betriebene Werk befindet sich in der Stadt São José dos Pinhais im Bundesstaat Paraná, die im Süden an Curitiba grenzt. Dort werden oder wurden die Modelle VW Golf IV, Fox (für in- und ausländische Märkte), CrossFox, Audi A3 und Audi Q3 gebaut. 
Rund 3600 Mitarbeiter fertigten zeitweise täglich rund 800 Autos.

## Menschenrechtsverletzungen
Zur Zeit der Militärdiktatur (1964–1985) hat Volkswagen do Brasil seine Mitarbeiter und Gewerkschafter, darunter auch den damaligen Gewerkschaftsführer und späteren Präsidenten Brasiliens Luiz Inácio Lula da Silva, der nicht für Volkswagen tätig war, observiert. Die erhobenen Daten wurden an die Militärdiktatur weitergegeben.
Betroffene, Gewerkschafter und Menschenrechtsgruppen erstatteten zudem am 22. September 2015 in São Paulo mit einer Sammelklage Anzeige gegen Volkswagen do Brasil, mit dem Vorwurf, den Repressionsorganen der Militärdiktatur bei der Verfolgung von Regimegegnern unterstützt zu haben. Im Anschluss nahm die Staatsanwaltschaft in São Paulo Ermittlungen gegen das Unternehmen auf. Im Rahmen dieser Untersuchungen wurde bekannt, dass der VW-Werkschutz die Belegschaft auch außerhalb des Unternehmensgeländes politisch verfolgt und bespitzelt hatte. Die von der Personalverwaltung angefertigten Listen mit politischen Oppositionellen wurden nach Aussage des ehemaligen Vorstandsvorsitzenden Hahn nur für unternehmensinterne Zwecke erstellt, fanden aber dennoch Eingang in die Akten der Behörden. Recherchen von NDR, SWR und Süddeutscher Zeitung bestätigten die Aussagen ehemaliger Mitarbeiter, wonach der Werkschutz von Volkswagen do Brasil selbst Werksmitarbeiter festnahm und bis zur Übergabe an die Politische Polizei im hauseigenen Haftraum festhielt. Ebenso wurden Festnahmen und Folter durch die Militärpolizei auf dem Werksgelände ermöglicht, so etwa die des Gewerkschafters und VW-Angestellten Lúcio Bellentani. Der damalige VW-Vorstand in Wolfsburg – u. a. der Vorstandsvorsitzende Toni Schmücker – wurde über einen Teil der Vorfälle informiert, blieb hinsichtlich einer Aufklärung aber untätig. Im Zuge der Ermittlungen versprach der Mutterkonzern, für Aufklärung zu sorgen. Bis 2016 wurde die Aufarbeitung durch den beim Volkswagenkonzern angestellten Historiker Manfred Grieger geführt, der bereits ähnliche Projekte des VW-Konzerns geleitet hatte (NS-Vergangenheit von Volkswagen). Anschließend wurde der Historiker Christopher Kopper beauftragt, ein Gutachten zur Rolle von VW do Brasil während der Militärdiktatur zu erstellen. Die Studie wurde im Dezember 2017 veröffentlicht. Laut der Studie hat ab dem Jahr 1969 die Zusammenarbeit des VW-Werkschutzes mit der brasilianischen Geheimpolizei begonnen. VW wollte sich mit der Zusammenarbeit ein günstiges Marktumfeld sichern.
Am 23. September 2020 schloss VW einen Vergleich zur Entschädigung von Opfern in Höhe von 36 Millionen Real (etwa 5,5 Millionen Euro). Davon gehen 16,8 Millionen Real an einen Opferverband von ehemaligen Mitarbeitern und deren Hinterbliebenen. Der Rest ist eine Spende an Menschenrechtsinitiativen. Die brasilianische Staatsanwaltschaft gab bekannt, mit dem Vergleich würden drei seit 2015 laufende Ermittlungsverfahren beendet. Auf dem Gelände des VW-Werks in São Bernardo do Campo steht eine Gedenktafel für die Opfer der Diktatur. Christopher Kopper äußerte im Jahr 2020 anlässlich des Vergleichs, erstmals nähme ein deutsches Unternehmen Verantwortung für Menschenrechtsverletzungen an eigenen Mitarbeitern, die nach dem Ende des Nationalsozialismus passiert sind.
Allerdings lehnt VW weiterhin jegliches öffentliche Eingeständnis von Schuld oder eigener Verantwortung ab. Die Verantwortung wird auf einzelne Mitarbeiter abgeschoben. Bereits 2017 veröffentlichte VW eine Pressemitteilung, in der der Studienautor Christopher Kopper zitiert wurde mit: „Es konnten keine klaren Beweise gefunden werden, dass die Zusammenarbeit auf einem institutionellen Handeln seitens des Unternehmens basiert.“ Auch noch Mitte April 2022 lässt VW verlauten, es gebe „keine Belege für eine institutionelle Handlung wie beispielsweise eine Arbeitsanweisung“. Christopher Kopper widerspricht dem heute deutlich: „Dann haben sie die Studie nicht richtig gelesen.“ Er habe die Pressemitteilung damals in Eile abgenickt, aber sie widerspreche seiner Studie: Es gebe vielmehr Beweise, dass der Werkschutz mit der Geheimpolizei kollaboriert habe und „der Personalvorstand und mit Sicherheit auch der Vorstandsvorsitzende von VW Brasil darüber jederzeit informiert“ gewesen seien. Im Vergleich mit den brasilianischen Justizbehörden verpflichtete sich VW laut tagesschau.de, zu seiner Beteiligung an den Menschenrechtsverletzungen in Zeitungsanzeigen Stellung zu beziehen; die Formulierung habe VW frei wählen dürfen. Im März 2021 sei dann ohne jede Übernahme eigener Schuld oder einer Entschuldigung veröffentlicht worden: „Volkswagen bedauert zutiefst die während der Zeit der Diktatur geschehenen Menschenrechtsverletzungen und zeigt sich mitfühlend angesichts eventueller Episoden, die unsere eigenen Mitarbeiter und ihre Familienangehörigen betrafen, und die im vollkommenen Gegensatz zu den Werten der Firma standen.“
Gegen den Konzern wird aufgrund der Arbeitsbedingungen auf einer von 1974 bis 1986 im Amazonasbecken betriebenen Farm ermittelt. Arbeiter seien dort festgehalten, misshandelt und Schuldknechtschaft ausgesetzt worden. Außerdem habe es keine medizinische Betreuung gegeben. Die zuständigen Ermittler ordnen den Fall als „moderne Sklaverei“ ein.